# Caenurgina impressa
Caenurgina impressa là một loài bướm đêm trong họ Erebidae.